# 興禅寺 (富士見市)
興禅寺（こうぜんじ）は、埼玉県富士見市にある曹洞宗の寺院。

## 歴史
創建年代は不明である。当初は「善福寺」と称しており、所属宗派は不明であった。そして天文年間（1532年 - 1555年）の兵乱で廃寺となった。慶長年間（1596年 - 1615年）に、現在の川越市にある蓮光寺の第8世住職の明庵関的が中興した。明庵関的は曹洞宗の僧侶であり、当寺の宗派も曹洞宗となった。その際に「光禅寺」と改称した。1690年（元禄3年）に「興禅寺」に改称した。
境内の庚申塔は「丸彫り」で彫られている。関東地方では珍しいという。

## 交通アクセス
- 路線バスJA南畑支店前停留所より徒歩5分。